# Ben Lomond (Kalifornia)
Ben Lomond – jednostka osadnicza w Stanach Zjednoczonych, w stanie Kalifornia, w hrabstwie Santa Cruz.